# 哈里·利斯克
哈里·利斯克（英語：Harry Leask，1995年10月16日—），英国男子赛艇运动员。他曾代表英国参加2020年夏季奥林匹克运动会赛艇比赛，联同安格斯·格鲁姆、汤姆·巴拉斯和杰克·博蒙特获得男子四人双桨银牌。